# MY FRIEND (ZARD單曲)
《MY FRIEND（我的朋友）》，是日本摇滚樂團ZARD的第17張單曲和代表作之一，1996年1月8日發行。

## 簡介
人氣電視動畫《灌籃高手》第4期的片尾曲。
CD封面上標記歌名是英文的「MY FRIEND」，內頁歌詞的標記則是片假名的。
唱片內頁寫真和PV的一部分影像在英國倫敦拍攝。拍攝期間得到的其他照片用於1999年的精選輯《ZARD BEST ～Request Memorial～》的booklet。
銷量比上張單曲上升近倍，首週銷量36.3萬張，是ZARD歷來初動銷量最高的單曲。Oricon公信榜在榜的最後一週（第21週），統計銷量突破百萬。總銷量達100.1萬張，是ZARD歷來銷量第三高的單曲。ZARD第三張亦是最後一張單曲銷量過百萬；《灌籃高手》的主題曲也第三次銷量過百萬，是歷代動畫單曲銷量第11位。
1996年度日本單曲銷量第19位。
普遍認為是ZARD僅次於《別認輸》和《搖擺的想念》的一首代表歌曲。

## 收錄曲目
1. MY FRIEND（マイ フレンド）
  - 作詞：坂井泉水；作曲：織田哲郎；編曲：
  - 朝日系電視動畫《灌籃高手》最後一期片尾曲
2. 早上醒來…（目覚めた朝は…）
  - 作詞：坂井泉水；作曲：米澤光由；編曲：池田大介
3. MY FRIEND（Original Karaoke）
4. 早上醒來…（Original Karaoke）